# Filtracja kłębuszkowa

Schemat bariery filtracyjnej w nerce:
A – okienkowy śródbłonek naczyń włosowatych nefronu: 1. por (okienko);
B – błona podstawna: 1. blaszka jasna wewnętrzna, 2. blaszka gęsta,
3. blaszka jasna zewnętrzna;
C – podocyty (wypustki): 1. białka enzymatyczne i strukturalne,
2. szczelina filtracyjna, 3. przepona szczeliny.

Filtracja kłębuszkowa – pierwszy etap powstawania moczu zachodzący między kłębuszkiem nerkowym a wnętrzem torebki Bowmana. Filtracja kłębuszkowa polega na przechodzeniu wody, związków drobnocząsteczkowych i soli mineralnych z osocza krwi do światła torebki. W procesie tym tworzy się tak zwany mocz pierwotny (przesącz składający się głównie z wody, zawierający dużo węglowodanów i soli mineralnych).
W ciągu doby nerki człowieka filtrują około 150 litrów moczu pierwotnego, który na dalszych etapach zagęszczania ulega zredukowaniu do około 1,5 litra moczu ostatecznego.